# ميخائيل س. غروس
ميخائيل س. غروس (بالإنجليزية: Michael C. Gross)‏ هو منتج أفلام وفنان أمريكي، ولد في 4 أكتوبر 1945 في نيوبورغ في الولايات المتحدة، وتوفي في 16 نوفمبر 2015 في أوسيانسيدي في الولايات المتحدة.

## وصلات خارجية
- الموقع الرسمي
- ميخائيل س. غروس على موقع IMDb (الإنجليزية)
- ميخائيل س. غروس على موقع ميتاكريتيك (الإنجليزية)
- ميخائيل س. غروس على موقع قاعدة بيانات الفيلم (الإنجليزية)